# С Земли на Луну прямым путём за 97 часов 20 минут
«С Земли на Луну прямым путём за 97 часов 20 минут» (фр. De la Terre à la Lune, Trajet direct en 97 heures 20 minutes, 1865, в русскоязычных переводах, изданных в СССР, известен также под названиями «Из пушки на Луну» и «От Земли до Луны») — научно-фантастический роман французского писателя Жюля Верна о первом путешествии человека на Луну в описании, близком к современной традиции фантастики.

## Сюжет
События романа происходят сразу после гражданской войны в США, то есть очевидно в 1865—1866 годах.
После начала Гражданской войны в США в Балтиморе (США) организован Пушечный клуб. Его основатель Импи Барбикен через некоторое время после её окончания загорелся идеей создать пушку, снаряд которой мог бы после выстрела достигнуть Луны. Предварительные расчеты показали, что технология того времени вполне позволяла построить такое орудие. Барбикену удаётся привлечь внимание всего мира и собрать около 5,5 млн долларов на масштабный проект, спонсорами которого выступили многие страны, в том числе и США. Разработка исполинской пушки-колумбиады началась. Поскольку отлить такой ствол не представлялось возможным, в качестве него создатели решили использовать шахту в земле глубиной 900 футов (274 метра) с чугунными стенками диаметром 60 футов (18,3 метра). Вторую космическую скорость снаряду должен был придать заряд пироксилина общим весом 400 тысяч фунтов (180 тонн).
Первоначально планировалось, что необитаемый шарообразный снаряд из сплава алюминия, достигнув поверхности Луны, мог привлечь внимание её возможных обитателей. Однако далее планы основателей проекта «Колумбиада» изменились.
Французский путешественник Мишель Ардан предложил в качестве снаряда пушки изготовить полый металлический цилиндр, заострённый с одной стороны, и сам вызвался полететь внутри него. В итоге было принято решение подготовить вагон-снаряд для команды из 3 человек.
Первыми космическими путешественниками стали:
- Капитан Николь — американец,
- Импи Барбикен — американец,
- Мишель Ардан — француз.

Выстрел произошёл согласно намеченному плану, и вагон-снаряд, унося первых космонавтов, отправился к Луне. Их дальнейшая судьба описана в продолжении романа «Вокруг Луны» (1869).

## История создания и критика
В отличие от предшественников (Сирано де Бержерака и Эдгара По), герои которых попадали на Луну сказочным образом, Жюль Верн впервые глубоко и серьёзно использовал современные для него научные знания для создания сюжета книги. Произведение Верна уже при его жизни пользовалось популярностью. В 1870 году роман был переведён на английский язык.
Прототипом героя Мишеля Ардана стал друг писателя фотограф и воздухоплаватель Надар. Анаграмму его имени Жюль Верн использовал для имени героя. Ещё «Ardan» произносится по-французски так же, как «ardent» — «горячий, пылкий, задорный». Надар ввёл Верна в кружок воздухоплавателей, среди которых были физик Жак Бабинэ и изобретатель Гюстав Понтон д’Амекур. Благодаря этим знакомствам Верн смог улучшить свои научные познания и создать своё первое научно-фантастическое произведение, прежде отдавая предпочтение географическим и историческим темам.
Произведение изобилует подробными техническими описаниями, характерными для французской литературы того периода. Несмотря на то что расчёты для книги Верна подготовил известный французский математик Анри Гарсэ, в XXI веке техническая сторона романа выглядит малоправдоподобной.
По признанию многих критиков, книга Жюля Верна стала провозвестницей нового жанра в мировой литературе — научной фантастики.
Критический обзор романа представил Яков Перельман в «Занимательной физике».

## Идеи автора
Фантастические идеи автора обеспечили книге долгую историю, несмотря на наивность стиля и огрехи в технических деталях. Ближайшим последователем Верна, развившим тему путешествия на Луну, стал Герберт Джордж Уэллс в романе «Первые люди на Луне», где полёт на Луну осуществился с помощью капсулы из «кейворита» — вымышленного металла, обладающего антигравитационными свойствами.
Идея запуска тел в космос с помощью пушки нашла развитие в концепциях космической пушки и пусковой петли Лофстрома. Использование рельсотрона делает подобную задумку вполне осуществимой.
- Верн предусмотрел для своих героев аппарат на основе хлорноватокислого калия и едкого натра, для регенерации воздуха, которым должны были дышать путешественники. Описание прибора весьма наивно, но сама идея правильна и позволяет очищать воздух для дыхания людей в замкнутом пространстве.
- Использование алюминия в качестве основного металла для постройки вагона-снаряда. Несмотря на высокую стоимость алюминия в XIX веке, тем самым предугадано его будущее широкое применение для нужд аэрокосмической индустрии.
- В романе пушку строят в штате Флорида. Космодром, с которого были осуществлены реальные полёты людей на Луну, действительно находится во Флориде. Кроме того, численность экипажа, три человека, также соответствует численности экипажей кораблей серии «Аполлон», как и способу их посадки через приводнение.

## Экранизации
- Путешествие на Луну (1902) — первый научно-фантастический фильм в истории кинематографа режиссёра Жоржа Мельеса;
- С Земли на Луну (1958), США.
- С земли на луну (1969), Мексика.
- Путешествие на Луну (венг. Utazás a Holdba, 1974), Венгрия, трёхсерийный телефильм[7]

## Упоминания в массовой культуре
- Персонажи романа являются героями в другой книге Верна, «Вверх дном» (1889).
- В фильме «Назад в будущее 3» у доктора Эммета Брауна «С Земли на Луну» была любимая книга.
- Первое издание «С Земли на Луну» спасает от смерти главный герой мультфильма «Фантастические летающие книги мистера Морриса Лессмора» (2011).
- В фильме «Путешествие 2: Таинственный остров» (2012) Александр Андерсон дарит книгу «С Земли на Луну» своему внуку Шону.